# Municipio de Arnold (Nebraska)
El municipio de Arnold (en inglés: Arnold Township) es un municipio ubicado en el condado de Custer en el estado estadounidense de Nebraska. En el año 2010 tenía una población de 759 habitantes y una densidad poblacional de 2,12 personas por km².

## Geografía
El municipio de Arnold se encuentra ubicado en las coordenadas 41°28′14″N 100°10′3″O / 41.47056, -100.16750. Según la Oficina del Censo de los Estados Unidos, el municipio tiene una superficie total de 357.29 km², de la cual 357,17 km² corresponden a tierra firme y (0,03 %) 0,12 km² es agua.

## Demografía
Según el censo de 2010, había 759 personas residiendo en el municipio de Arnold. La densidad de población era de 2,12 hab./km². De los 759 habitantes, el municipio de Arnold estaba compuesto por el 98,81 % blancos, el 0,13 % eran afroamericanos, el 0,26 % eran de otras razas y el 0,79 % eran de una mezcla de razas. Del total de la población el 1,84 % eran hispanos o latinos de cualquier raza.